# زوجته الرياضية (فلم 1913)
زوجته الرياضية (بالإنجليزية: His Athletic Wife) هو فيلم قصير صامت من إنتاج عام 1913 وبطولة والاس بيري وغيرترود فوربس وروبرت بولدر. يعتقد حاليًا أن هذا الفيلم هو أول أفلام والاس بيري في مسيرته التمثيلية التي استمرت 36 عامًا ونتج عنها أكثر من 250 فلمًا.

## روابط خارجية
- مقالات تستعمل روابط فنية بلا صلة مع ويكي بيانات